# Imre Csáky
Imre Csáky (ur. 28 października 1672 w Szepesváre − zm. 28 sierpnia 1732 w Nagyvárad) − węgierski kardynał.

## Życiorys
Pochodził ze szlacheckiej rodziny. Studiował filozofię w Wiedniu i teologię w Rzymie. W latach 1703–1719 był biskupem Nagyváradu. 19 listopada 1714 został promowany do rangi arcybiskupa i mianowany metropolitą archidiecezji Kalocsa-Bacs. Przez pewien czas administrował też rodzinną diecezją Eger. W 1717 otrzymał nominację kardynalską od papieża Klemensa XI. Brał udział w konklawe w 1721. Wybrany wówczas papież Innocenty XIII 16 czerwca 1721 przyznał mu tytuł prezbitera S. Eusebio. Zmarł w wieku niespełna 60 lat.